# Agapito Jiménez Zamora
Agapito Jiménez Zamora (Cartago, 24 de mayo de 1817 - San José, 17 de septiembre de 1879) fue un político y funcionario público costarricense del siglo XIX.

## Datos personales
Nació en Cartago, el 24 de mayo de 1817. Fue hijo de Ramón Jiménez y Robredo, Teniente de Gobernador de Costa Rica en 1819, y Joaquina Zamora y Coronado, y hermano de Jesús Jiménez Zamora, Presidente de la República de 1863 a 1866 y de 1868 a 1870. Contrajo nupcias con Inés Sáenz Carazo.
Se dedicó principalmente a la agricultura.

## Cargos públicos
Fue miembro suplente de la Cámara de Representantes (1844-1846) y de la Asamblea Constituyente de 1846-1847, Diputado suplente por Cartago (1848-1849), Diputado propietario por Cartago (1849-1852), Ministro Conjuez de la Corte Suprema de Justicia de Costa Rica (1858-1859), miembro suplente por San José en la Cámara de Representantes (1860-1862), Primer Designado a la Presidencia (1863-1864), Segundo Designado a la Presidencia (1869-1870) y Gobernador de la Provincia de San José (mayo de 1869).
El 31 de mayo de 1869 su hermano el presidente Jesús Jiménez Zamora lo nombró Secretario de Relaciones Exteriores y carteras anexas. En julio de 1869 le encargó además todas las otras carteras ministeriales, lo cual lo convirtió en persona clave de la administración; pero Agapito Jiménez Zamora no demostró el talento y la energía que se requerían en las circunstancias tan difíciles que prevalecían, y no logró evitar el golpe militar del el 27 de abril de 1870, que derrocó a su hermano y llevó a la presidencia a Bruno Carranza Ramírez.
Durante su gestión ministerial suscribió los  Tratados Jiménez-Montealegre con el ministro de Nicaragua Mariano Montealegre y Romero (1869).

## Últimos años de su vida y fallecimiento
Después del derrocamiento de su hermano se apartó de la política y se dedicó enteramente a sus actividades privadas. Falleció en San José, el 17 de septiembre de 1879.
- Datos: Q4691254